# Simpatizer (televizijska serija)
Simpatizer  (eng. The Sympathizer) je američka televizijska miniserija iz 2024.  godine, koju su stvorili Park Chan-wook i Don McKellar.
Miniserija je televizijska adaptacija istoimenog romana nagrađenog Pulitzerovom nagradom 2015. godine, koji je napisao Viet Thanh Nguyen.
Serija će se prikazivati od 14. travnja 2024. na kanalu HBO i bit će dostupna na streaming platformi Max. U Hrvatskoj serije također počinje sa prikazivanjem 15. travnja, isto na kanalu HBO i na HBO Max-u.

## Premisa
Serija prati kapetana iz vojske Južnog Vijetnama koji bježi u SAD pred kraj Vijetnamskog rata. U Americi, unatoč novom životu među izbjeglicama iz Južnog Vijetnama, on nastavlja tajno špijunirati za Viet Cong, rastrgan između lojalnosti svojoj domovini i prilagodbe novoj stvarnosti.

## Glumačka postava

### Glavni likovi
- Hoa Xuande kao Kapetan
- Fred Nguyen Khan kao Bon
- Toan Le kao General
- Duy Nguyễn kao Man
- Vy Le kao Lana
- Alan Trong kao Sonny
- Robert Downey Jr. kao nekoliko antagonističkih uloga

### Sporedni likovi
- Sandra Oh kao Ms. Sofia Mori
- Kieu Chinh kao Major's Mother
- Kayli Tran kao Communist Spy
- VyVy Nguyen kao Major's wife
- Ky Duyen kao Madame, the General's wife
- Scott Ly kao Gunner Dao
- Marine Delterme

## Pregled serije
Serija će se prikazivati od 14. travnja 2024. na kanalu HBO i bit će dostupna na streaming platformi Max. U Hrvatskoj serije također počinje sa prikazivanjem 15. travnja, isto na kanalu HBO i na HBO Max-u.

## Produkcija
U travnju 2021. godine Viet Thanh Nguyen objavio je da njegov roman Simpatizer, produkcijska kuća A24 odabrala za adaptaciju u televizijsku seriju u režiji Park Chan-wooka. U produkciju je uključena i produkcijska kuća Rombus Media. U srpnju HBO je naručio seriju od A24, Robert Downey Jr. pridružio se projektu u ulozi producenta i glumca. Kalifornija dodijelila je više od 17.4 milijuna dolara poreznih olakšica značajnu proizvodnju u državi. Marc Munden i Fernando Meirelles također su angažirani za režiju nekih epizoda serije.
Redatelj glumaca Jennifer Venditti otvorio je globalnu casting audiciju kako bi pronašao glavnog glumca vijetnamskog podrijetla, u konačnici angažirajući Hoa Xuande, Freda Nguyena Khana, Toana Le, Vy Le i Alana Tronga. Sporedne uloge Sandre Oh, Kieu Chinh i Nguyen Cao Ky Duyen također su objavljene u studenom 2022. godine, a Downey je prikazivao nekoliko potpornih antagonista koji predstavljaju američku podružnicu. U svibnju 2023., Scott Ly i Marine Delterme pridružili su se glumcima u sporednim ulogama.
Snimanje se odvijalo u Los Angelesu i Tajlandu. Downey je obrijao glavu za seriju kako bi uštedio vrijeme potrebno za korištenje ćelave kape za svaki od različitih likova koje je glumio. Značajan dio Downeyeve izvedbe također je improviziran.

## Vanjske poveznice
- Službena stranica produkcijske kuće A24
- Simpatizer u internetskoj bazi filmova IMDb-a